# Rivière Lerole
Pour les articles homonymes, voir Lerolle.
La rivière Lerole est un affluent de la rivière Savane, coulant dans le territoire non organisé de Mont-Valin, dans la municipalité régionale de comté (MRC) du Fjord-du-Saguenay, dans la région administrative de Saguenay–Lac-Saint-Jean, dans la province de Québec, au Canada. Cette rivière est située dans la partie nord de la MRC du Fjord-du-Saguenay,.
La foresterie constitue la principale activité économique du secteur ; les activités récréotouristiques sont accessoires considérant l’éloignement géographique et le manque de routes d’accès.
La surface de la rivière Lerole est habituellement gelée de la fin novembre au début avril, toutefois la circulation sécuritaire sur la glace se fait généralement de la mi-décembre à la fin mars.

## Géographie
Les principaux bassins versants voisins de la rivière Lerole sont :
- côté nord : rivière Savane, rivière du Cran Cassé, rivière Péribonka Est, lac du Cran Cassé, lac aux Deux Décharges, lac du Castor Noir ;
- côté est : lac à la Croix, lac Plétipi, rivière Falconio, rivière des Montagnes Blanches, lac Pambrun, lac Galibert ;
- côté sud : lac Benoît, rivière Benoît, rivière Savane, lac Piacouadie, rivière Péribonka, rivière à Michel Nord, rivière à Michel ;
- côté ouest : rivière Savane, rivière Courtois, lac Courtois, lac Natipi, rivière Péribonka, rivière Péribonka Est[2].

La rivière Lerole prend sa source à l’embouchure du lac Kaupupakamat (longueur : 2,5 km ; altitude : 662 m) dans le territoire non organisé de Mont-Valin. L’embouchure de ce lac est située à :
- 3,7 km au nord-ouest du lac Pambrun ;
- 22,9 km au nord-est du lac Courtois ;
- 9,2 km au nord-est de l’embouchure de la rivière Lerole (confluence avec la rivière Savane) ;
- 33,7 km à l'est de la confluence de la rivière Péribonka et de la rivière Péribonka Est ;
- 47,1 km au nord-est du lac Natipi ;
- 77,2 km au nord de l’embouchure de la rivière Savane (confluence avec la rivière Péribonka)[2],[4].

À partir de sa source, la rivière Lerole coule sur 19,6 km sur un dénivelé de 52 m entièrement en zone forestière, selon les segments suivants :
- 5,4 km vers le sud-ouest, en traversant un premier lac (longueur : 0,6 m ; altitude : 632 km) et un second lac (longueur : 0,6 m ; altitude : 619 km), jusqu’à son embouchure ;
- 4,8 km vers le sud, jusqu’à un coude de rivière correspondant à la rive est du lac ? ;
- 4,3 km vers l'ouest, notamment en traversant un lac non identifié (longueur : 1,9 m ; altitude : 623 km) sur sa pleine longueur, jusqu’à un coude de rivière correspondant à la décharge (venant du sud) de lacs ;
- 5,1 km vers le nord en recueillant plusieurs ruisseaux et décharge de lacs, ainsi qu’en s’élargissement dans cettedeuxième moitié de segment, jusqu’à son embouchure[2].

La rivière Lerole se déverse dans une courbe de rivière sur la rive est de la rivière Savane. Cette embouchure est située :
- 27,4 km à l'est du cours de la rivière Péribonka ;
- 13,8 km au nord-est du lac Courtois ;
- 20,8 km au nord d’une baie de la rive nord du lac Benoît ;
- 17,1 km au sud-est de la source de la rivière des Montagnes Blanches (lac Pambrun) ;
- 71,0 km au nord de l’embouchure de la rivière Savane ;
- 38,7 km au nord-est d’une baie du lac Natipi ;
- 113,2 km au nord de l’embouchure du lac Onistagane lequel est traversé par la rivière Péribonka ;
- 201,9 km au nord-ouest de l’embouchure du lac Péribonka ;
- 336,9 km au nord de l’embouchure de la rivière Péribonka (confluence avec le lac Saint-Jean)[2].

À partir de l’embouchure de la rivière Lerole, le courant descend le cours de la rivière Savane sur 82,1 km vers le sud-ouest, le cours de la rivière Péribonka sur 436,3 km vers le sud, traverse le lac Saint-Jean sur 29,3 km vers l’est, puis emprunte sur 155 km le cours de la rivière Saguenay vers l'est jusqu'à la hauteur de Tadoussac où il conflue avec le fleuve Saint-Laurent.

## Toponymie
Le terme « Lerole » constitue un patronyme de famille d’origine française.
Le toponyme de « rivière Lerole » a été officialisé le 5 décembre 1968 à la Banque des noms de lieux de la Commission de toponymie du Québec.